# Claudio Alabor
Claudio Alabor (Vaduz, 20 gennaio 1985) è un ex calciatore liechtensteinese, di ruolo difensore.

## Carriera

### Nazionale
Ha collezionato 3 presenze con la propria Nazionale.